# 小行星11798
小行星11798（11798 Davidsson）是一颗绕太阳运转的小行星，为主小行星带小行星。该小行星于1980年3月16日发现。

## 轨道参数
小行星11798的轨道半长轴为2.5916265 UA，离心率为0.158。